# حارة بيت اليمن (صنعاء)
حارة بيت اليمن هي إحدى حارات حي سنع السفلى بضواحي الأمانة مديرية سنحان وبني بهلول، بلغ تعداد سكانها 235 نسمة حسب تعداد اليمن لعام 2004.